# Verband der Privaten Hochschulen
Der Verband der Privaten Hochschulen e. V. (VPH) ist ein deutscher Interessenverband, der die Interessen der privaten Hochschulen in Deutschland vertritt und sich für die Förderung und Weiterentwicklung der privaten Hochschulbildung einsetzt. Der Verband fungiert als Sprachrohr und Plattform für den Austausch und die Zusammenarbeit zwischen den Mitgliedshochschulen sowie als Vertreter gegenüber politischen Entscheidungsträgern, Ministerien und anderen Bildungsinstitutionen.

## Geschichte
Der Verband der Privaten Hochschulen wurde im Jahr 2004 von 16 Privaten Hochschulen gegründet, um die gemeinsamen Interessen und Anliegen der privaten Hochschulen in Deutschland zu fördern und ihre Belange in der Bildungslandschaft des Landes zu stärken. Die Gründung des Verbandes erfolgte vor dem Hintergrund einer wachsenden Bedeutung und Akzeptanz privater Hochschulen als Alternative zum staatlichen Hochschulsystem.
Die Studierendenzahl an privaten Hochschulen hat sich zwischen dem Wintersemester 2011/2012 und 2021/2022 von 125.000 auf 343.000 fast verdreifacht. Gleichzeitig hat die Gesamtzahl der Studierenden in diesem Zeitraum nur um rund ein Viertel zugenommen, sodass sich der Anteil der Studierenden an den Privaten Hochschulen an allen Studierenden von 5,3 % auf 11,6 % mehr als verdoppelt hat.

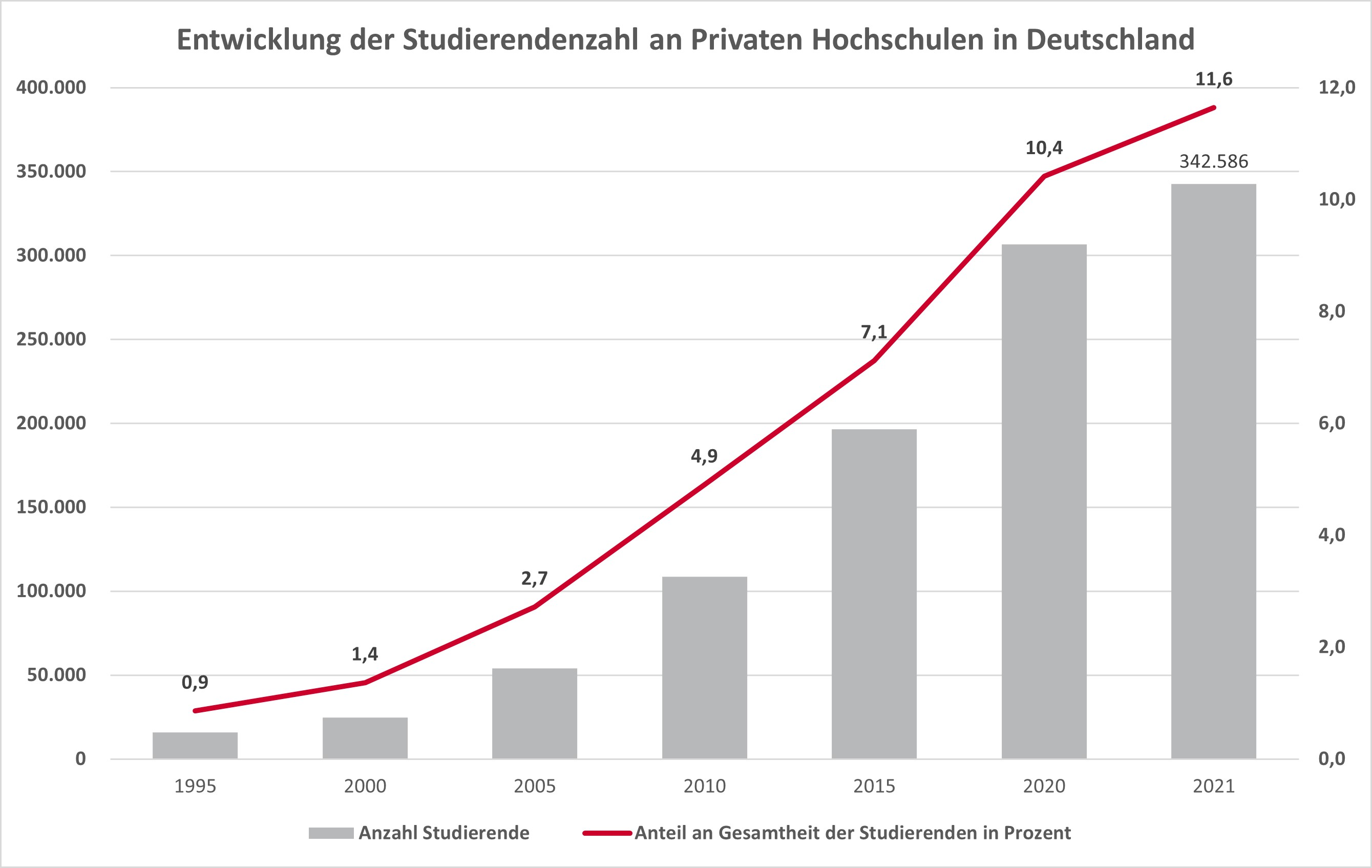
Innerhalb einer Dekade hat sich die Anzahl an Studierenden an privaten Hochschulen zwischen den Wintersemester 2011/2012 und 2021/2022 von 125.000 auf 343.000 fast verdreifacht.

## Aufgaben und Ziele
Der Verband der Privaten Hochschulen verfolgt  folgende Aufgaben und Ziele:
- Interessenvertretung: Der Verband setzt sich für die Interessen der privaten Hochschulen ein und vertritt sie gegenüber politischen Entscheidungsträgern, Ministerien, Verbänden und anderen relevanten Akteuren. Er arbeitet aktiv daran, den rechtlichen, politischen und finanziellen Rahmen für die Entwicklung der privaten Hochschulen zu verbessern und ihre Anerkennung als integraler Bestandteil des deutschen Hochschulsystems zu stärken.
- Qualitätssicherung und -entwicklung: Der Verband fördert die Qualitätssicherung und -entwicklung an privaten Hochschulen. Er unterstützt seine Mitgliedshochschulen bei der Implementierung hoher Qualitätsstandards und bei der kontinuierlichen Verbesserung ihrer Lehr- und Forschungsangebote. Durch den Austausch bewährter Praktiken und die Zusammenarbeit zwischen den Mitgliedshochschulen trägt der Verband zur Weiterentwicklung der privaten Hochschulbildung bei.
- Netzwerkbildung und Zusammenarbeit: Der Verband bietet eine Plattform für den Austausch von Wissen, Erfahrungen und Best Practices sowie die Zusammenarbeit zwischen den Mitgliedshochschulen. Er organisiert regelmäßig den VPH-Kongress, verschiedene Workshops und andere Veranstaltungen, um den Dialog und die Vernetzung unter den privaten Hochschulen zu fördern. Durch diese Netzwerkbildung können die Hochschulen voneinander lernen, gemeinsame Projekte initiieren und Synergien schaffen.
- Öffentlichkeitsarbeit und Marketing: Der Verband informiert die Öffentlichkeit über die Bedeutung und den Beitrag privater Hochschulen zur Bildung, Forschung und Fachkräftesicherung. Er trägt dazu bei, das Bewusstsein für die Vielfalt, Innovationskraft und den Mehrwert privater Hochschulen zu schärfen. Der VPH wirbt für die Chancengleichheit und Wahlmöglichkeiten, die private Hochschulen den Studierenden bieten, sowie für ihre Rolle bei der Förderung von Exzellenz und Innovation im Hochschulbereich.

## Mitgliederschaft und Struktur
Der Verband der Privaten Hochschulen e. V. hat eine  Mitgliederschaft, die private Hochschulen unterschiedlicher Fachrichtungen und Größen umfasst. Die Mitgliedschaft steht staatlich anerkannten privaten Hochschulen offen, die die Qualitätskriterien des Verbandes erfüllen und sich zu den Zielen und Werten des Verbandes bekennen. Ein weiteres  Kriterium ist, dass die Hochschulen überwiegend privat finanziert werden. Die Mitgliedshochschulen profitieren von den Dienstleistungen und Aktivitäten des Verbandes, darunter politische Lobbyarbeit, Informationsaustausch, Beratung und Unterstützung in verschiedenen Bereichen.
Der Verband der Privaten Hochschulen wird von einem gewählten Vorstand geleitet, der die strategischen Entscheidungen trifft und die Interessen der Mitgliedshochschulen vertritt. Der Vorstand wird regelmäßig von der Mitgliederversammlung gewählt, bei der alle stimmberechtigten Mitgliedshochschulen ein Mitspracherecht haben. Darüber hinaus kann der Verband Arbeitsgruppen und Ausschüsse einsetzen, um spezifische Themen und Herausforderungen zu bearbeiten.
Der VPH untergliedert sich geografisch in Landesgruppen (Baden-Württemberg, Bayern, Berlin, Brandenburg, Hamburg/ Bremen, Hessen/ Rheinland-Pfalz, Nordrhein-Westfalen) und fachlich in Ausschüsse (Akkreditierung, Fernstudium, Forschung, Promotionsberechtigte Hochschulen, Hochschulorganisation und -finanzierung) sowie Arbeitsgruppen (Internationales, Künstliche Intelligenz, Chancengleichheit).
Weitere Arbeitsgruppen werden temporär zu aktuellen Fragestellungen eingerichtet.
Die hauptamtliche Geschäftsstelle in Berlin unterstützt den Vorstand und alle VPH-Gremien bei deren ehrenamtlichen Aktivitäten.

## Kooperationen und Mitgliedschaft in anderen Verbänden
Der Verband der Privaten Hochschulen arbeitet mit verschiedenen Institutionen und Organisationen zusammen, um die Interessen der privaten Hochschulen zu fördern. Dazu gehören Partnerschaften mit anderen Bildungsverbänden, politischen Gremien, Unternehmen und internationalen Organisationen. Durch solche Kooperationen strebt der Verband eine breitere Anerkennung und Unterstützung des privaten Hochschulwesens an. Dazu gehören z. B. der Akkreditierungsrat, der Stifterverband, der Bundesverband Hochschulkommunikation sowie der Verein zur Förderung des Deutschen und Internationalen Wissenschaftsrechts e. V.
Er setzt sich auch für die internationale Vernetzung und Zusammenarbeit der privaten Hochschulen ein und ist Mitglied in der European Union of Private Higher Education (EUPHE), dem europäischen Netzwerk der nichtstaatlichen Hochschuleinrichtungen. Darüber hinaus bestehen Kooperationen mit dem Verband Deutscher Privatschulverbände e. V. (VDP) und der Stiftung der Deutschen Wirtschaft (sdw).

## Entwicklung der privaten Hochschulbildung in Deutschland
Bis zum Ende des 20. Jahrhunderts war das deutsche Hochschulsystem hauptsächlich durch staatliche Universitäten und Fachhochschulen geprägt. Private Hochschulen waren selten und spielten eine geringe Rolle. In den 1990er Jahren begann eine Liberalisierung der Hochschullandschaft, die es privaten Institutionen ermöglichte, Hochschulabschlüsse anzubieten. Diese Liberalisierung war Teil einer breiteren Reform des deutschen Bildungssystems, die auf eine größere Vielfalt und Flexibilität abzielte.
Seit Beginn des 21. Jahrhunderts ist die Anzahl der privaten Hochschulen in Deutschland stetig gewachsen. Es gibt 110 private Institutionen, die  Studiengänge in verschiedenen Fachbereichen anbieten.
Die private Hochschulbildung in Deutschland wird auch durch das Hochschulrahmengesetz geregelt, das die Mindestanforderungen für die Akkreditierung und den Betrieb von Hochschulen festlegt. Private Hochschulen müssen bestimmte Qualitätskriterien erfüllen, die durch regelmäßige Akkreditierungsverfahren überprüft werden. Weiterhin sind sie dazu verpflichtet, ihre Studiengänge regelmäßig akkreditieren zu lassen, um staatlich anerkannt zu werden. Dies stellt sicher, dass die Abschlüsse der privaten Hochschulen den gleichen Standards entsprechen wie die der staatlichen Hochschulen.
Viele private Hochschulen haben eine internationale Ausrichtung und ziehen Studierende aus der ganzen Welt an. Sie bieten englischsprachige Studiengänge, Austauschprogramme mit ausländischen Partnerhochschulen und internationale Netzwerke. Dadurch tragen sie zur Internationalisierung der deutschen Hochschulbildung bei und erhöhen die Attraktivität Deutschlands als Studienort für internationale Studierende. Private Hochschulen zeichnen sich oft durch ihre Flexibilität, Innovationsfreude und Praxisorientierung aus. Sie bieten Studiengänge in verschiedenen Fachrichtungen an, darunter Wirtschaftswissenschaften, Ingenieurwissenschaften, Kunst und Design, Sozialwissenschaften, Gesundheitswissenschaften.
Im Vergleich zu staatlichen Hochschulen haben Private Hochschulen oft kleinere Studiengruppen, eine intensivere Betreuung der Studierenden und eine stärkere Orientierung an den Bedürfnissen der Wirtschaft und des Arbeitsmarktes. Sie haben oft auch die Freiheit, eigene Schwerpunkte zu setzen und innovative Lehr- und Lernmethoden zu entwickeln. Somit reagieren Private Hochschulen oft schneller auf Veränderungen auf dem Arbeitsmarkt und entwickeln Studiengänge, die den Anforderungen der Wirtschaft und Industrie entsprechen. Durch die enge Zusammenarbeit mit Unternehmen und die Integration von Praktika und Praxisprojekten in ihre Curricula können sie die Beschäftigungsfähigkeit der Absolventen verbessern und den Übergang in den Arbeitsmarkt erleichtern.